# Лузиньян (сеньория)
Лузиньян (фр. Lusignan) — феодальное владение в Пуату в Южной Франции с центром в замке Лузиньян, известное с 929 года. Сеньоры де Лузиньян были вассалами графов Пуатье. В XI веке благодаря браку Лузиньяны присоединили к своим владениям графство Ла Марш, а в XII — графство Ангулем. После угасания рода последняя его представительница в 1309 году была вынуждена передать Лузиньян французской короне.

## История
О первых сеньорах Лузиньяна известно мало. Они упоминаются в раннесредневековой хронике монастыря Сен-Мексен. Гуго I Охотник был охотничьим при дворе графов Пуату или епископов Пуатье, получив в 929 году за верную службу свой феод. Его сын, Гуго II Добрый, построил замок Лузиньян, давший название сеньории.
В XI—XIII веках Лузиньяны смогли расширить свои владения посредством браков. Гуго VI Дьявол, приходившийся по матери внуком графа Бернара I де Ла Марш, в конце XI века предъявил права на графство Ла Марш, присвоив себе титул графа, начав войну за наследование. Спор за обладание графства вёлся до конца XII века. Только в 1199 году Гуго IX де Лузиньян, похитивший королеву-мать Алиенору Аквитанскую, добился от короля Англии Иоанна Безземельного признания за собой прав на графство Ла Марш.
Начиная с 1099 года многие представители дома Лузиньянов принимали участие в Крестовых походах.
В 1220 году Гуго X де Лузиньян женился на графине Изабелле Ангулемской, вдове короля Иоанна Безземельного, благодаря чему присоединил к своим владениям Ангулемское графство. Он пытался воспользоваться малолетством короля Людовика IX, чтобы ещё расширить свои владения, однако его авантюра не увенчалась успеха и Гуго был вынужден уступить ряд замков французской короне.
В 1308 году умер Ги I де Лузиньян. Наследников он не оставил, из-за чего король Филипп IV Красивый в 1309 году объявил все его владения, включая Лузиньян, выморочными и присоединил их к королевскому домену, позволив Иоланде де Лузиньян, сестре и наследнице Ги, использовать только титул виконтессы де Пороэт.

## Список сеньоров де Лузиньян
- 929—?: Гуго I Охотник (ум. в 1-й половине X века), сеньор де Лузиньян
- ?—950/967: Гуго II Добрый (ум. 950/967), сеньор де Лузиньян, сын предыдущего
- 950/967 — ок. 1012: Гуго III Белый, (ум. ок. 1012), сеньор де Лузиньян с 950/967, сын предыдущего
- ок. 1012 — 1025/1032: Гуго IV Коричневый (ум. 1025/1032), сеньор де Лузиньян с ок. 1012, сеньор де Куэ, сын предыдущего
- 1025/1032 — 1060: Гуго V Благочестивый (ум. 8 октября 1060), сеньор де Лузиньян и де Куэ с 1025/1032, сын предыдущего
- 1060 — 1102/1110: Гуго VI Дьявол (ок. 1039 — 1102/1110), сеньор де Лузиньян и де Куэ с 1025/1032, граф де Ла Марш с 1091, сын предыдущего
- 1102/1110 — ок. 1151: Гуго VII Коричневый (до 1090 — ок. 1151), сеньор де Лузиньян и де Куэ и граф де Ла Марш с 1102/1110, сын предыдущего
- ок. 1151 — 1169/1173: Гуго VIII Старый (ок. 1106/1110 — 1164/1173), сеньор де Лузиньян и де Куэ и граф де Ла Марш с 1102/1110, сын предыдущего
  - 1163—1169 Гуго (IX) (ум. 1169), регент Лузиньяна, Куэ и Марша с 1163, в отсутствие Гуго VIII, участвовавшего в крестовом походе, сын предыдущего
- 1169/1173 — 1219: Гуго IX Коричневый (ум. 5 ноября 1219), сеньор де Лузиньян и де Куэ и граф де Ла Марш с 1169/1173, сын предыдущего
- 1219—1249: Гуго X Коричневый (1185 — 15 июня 1249), сеньор де Лузиньян и де Куэ и граф де Ла Марш с 1219, граф Ангулема в 1220—1246, сын предыдущего
- 1249—1250: Гуго XI Коричневый (ок. 1221 — 6 апреля 1250), сеньор де Лузиньян и де Куэ и граф де Ла Марш с 1249, граф Ангулема с 1246, сын предыдущего
- 1250—1270: Гуго XII Коричневый (ум. 1270), сеньор де Лузиньян и де Куэ, граф де Ла Марш и д’Ангулем с 1250, виконт де Пороэт с 1256, сын предыдущего
- 1270—1303: Гуго XIII Коричневый (25 июня 1259 — 1 ноября 1303), сеньор де Лузиньян и де Куэ, граф де Ла Марш и д’Ангулем, виконт де Пороэт с 1270, сын предыдущего
- 1303—1308: Ги I де Лузиньян (ум. 1308), сеньор де Куэ и де Пера с 1270, сеньор де Лузиньян, граф де Ла Марш и д’Ангулем, виконт де Пороэт с 1303, брат предыдущего
- 1308—1309: Иоланда де Лузиньян (ум. 1314), монахиня в Фонтевро в 1269—1303, дама де Лузиньян и Куэ, графиня де Ла Марш и д’Ангулем в 1308—1309, виконтесса де Пороэт с 1308, сестра предыдущего